# Спичка, Аркадий Матвеевич
Аркадий Матвеевич Спичка (6 июня 1946 — 12 февраля 2001, Санкт-Петербург) — популярный в 1990-е гг. санкт-петербургский журналист и писатель, автор ряда кулинарных книг, написанных в юмористическом жанре («Кухня холостяка», «Наука выпивать» и др.). Отец журналиста Михаила Спички.

## Биография
Учился в ЛГУ на филологическом факультете (кафедра славянских языков, специализация: польский язык). Был редактором факультетских стенгазет «Филолог» и «Славист». По окончании факультета лишь периодически подрабатывал переводчиком, о чём вспоминает в своих книгах, однако устроиться по призванию не смог из-за негативных характеристик. Краткое время проработал в газете-многотиражке завода «Красный треугольник», однако вскоре был уволен по обвинению в «потенциальной нелояльности», затем работал в заводской газете «Скороходовский рабочий».
В конце 1980-х — 1990-е   стал популярным фельетонистом, публиковался во многих изданиях Ленинграда — Санкт-Петербурга. В  90-е  вышла его «Кухня холостяка», выдержавшая несколько переизданий. Затем вышло расширенное и переработанное издание — «Застольная книга холостяка».
В 1972 году был удостоен премии «Золотой телёнок» «Литературной газеты» («Клуба 12 стульев»).
18 января 2001 года с ним случился инсульт, а через 20 дней он умер.

### Избранные публикации
Источник — Электронные каталоги РНБ
- Спичка А. М. Застольная книга холостяка. — СПб.: СПС : Лениздат, 2001. — 463 с. — 10 000 экз. — ISBN 5-87170-104-3.
- Спичка А. М. Кухня холостяка. — СПб.: Час пик : Лениздат, 1991. — 238 с. — 150 000 экз. — ISBN 5-7600-0009-8. ISBN 5-289-01262-1
  - . — 2-е изд., доп. — СПб.: Фламинго, 1995. — 286 с. — (Клуб холостяков). — 30 000 экз. — ISBN 5-88805-009-1.
- Спичка А. М. Наука выпивать с пользой для здоровья. — 2-е изд. — СПб. и др.: Питер, 2001. — 244 с. — (Лучший подарок). — 10 000 экз. — ISBN 5-318-00217-X.
- Спичка А. М. «Номер первый» : документальная повесть об А. Е. Бадаеве. — Л.: Лениздат, 1987. — 300 с. — (Жизнь славных революционеров-большевиков). — 50 000 экз.